# Alejandro Morera Soto
Alejandro Morera Soto (Alajuela, 14 luglio 1909 – Alajuela, 26 marzo 1995) è stato un allenatore di calcio e calciatore costaricano.

## Carriera
A 16 anni, nel 1925, debuttò con la maglia della Liga Deportiva Alajuelense, nella prima divisione in una partita contro la Sociedad Gimnástica Española.
Gli anni di studio li proseguì nell'Istituto di Alajuela, dove non emerse solo come buon studente, ma anche come un grande sportivo. Le sue capacità lo portarono ad attraversare le frontiere costaricane, dato che nel 1927 giocò per la squadra Centro Gallego di Cuba.  
Ottenne il primo campionato nella storia della Liga Deportiva Alajuelense nel 1928. Nell'ultima partita opposta al Club Sport Herediano, l'Alajuelense trionfò per 4-2 con una quaterna di Morera Soto poi capocannoniere della competizione con 26 centri, diventando campione nazionale.  
Nel 1933 si trasferì in Spagna per un provino col Real Club Deportivo Español, che lo tesserò facendolo esordire contro il Real Madrid. Dopodiché passò al Barcellona, che gli offrì un contratto per 3 stagioni ed un salario di 200mila pesetas. Con il Barcellona debuttò il 18 maggio 1933 contro il Tenerife (3-1, doppietta del costaricano). Con la squadra catalana segnò una rete a Ricardo Zamora, portiere del Real Madrid.  
Con il Barcellona vinse il campionato 1933-1934, e alla scadenza del contratto si trasferì all'Hércules, appena promosso in prima categoria. Nella prima stagione dell'Hércules nella prima divisione spagnola, la squadra terminò il torneo in seconda posizione, ma la guerra civile che si diede in quella nazione obbligò il costaricano a ritornare al proprio paese.
In seguito, Soto giocò due partite con la squadra francese del Le Havre per racimolare qualche guadagno e poter far ritorno alla sua Alajuela. Ritornò il 2 novembre del 1936.
La sua carriera calcistica continuò in Costa Rica con la Liga Deportiva Alajuelense, che guidò ad un altro campionato nazionale, nel 1939, segnando nella finale una tripletta all'Herediano. Nel 1941 fu giocatore e tecnico della squadra, che in quell'anno stabilì un record, conquistando il titolo senza mai perdere un solo incontro. Alejandro Morera celebrò l'ultimo titolo di campione come giocatore con la sua squadra nel 1945, quando ricoprì anche il ruolo di direttore tecnico.
Coi colori Rojinegros, proseguì fino al 1947; il 6 aprile si ritirò come giocatore, ma continuò ad allenare fino al 7 marzo 1949.
Lo stadio della Liga Deportiva Alajuelense porta il suo nome, ed è stato costruito un mausoleo per rendergli tributo.
Entrò alla Galleria Costaricana dello Sport nel 1969, facendo parte del primo gruppo di sportivi costaricani che riceverono questo omaggio.